# 킬로나탈루스속
킬로나탈루스속(Chilonatalus)은 깔때기귀박쥐과에 속하는 박쥐 속의 하나이다. 남아메리카와 앤틸리스 제도에서 발견된다. 2종으로 이루어져 있다.

## 하위 종
2종으로 이루어져 있다.
- 쿠바깔때기귀박쥐 (Chilonatalus micropus)
- 바하마깔때기귀박쥐 (Chilonatalus tumidifrons)